# 岩本贅庵
岩本 贅庵（いわもと ぜいあん）は江戸時代の儒学者・漢詩人。徳島藩家老賀島政延侍講。鉄復堂・柴野碧海門下。門弟に新居水竹・有井進斎・岡本監輔等がいる。

## 生涯
寛政3年（1791年）阿波藩家老賀島氏家臣岩本景寛の子として生まれた。幼くして父に家学・刺撃の術を学び、10代の時讃岐国善通寺関係の寺院に2年間遊学し、主に詩文を学んだ。20代の時鉄復堂に入門し、朱子学を学んだ。
文化11年（1814年）父の跡を継いで賀島政延に仕え、贅庵と号した。しかし、文化14年（1817年）冬肺を患ったため、文政2年（1819年）弟寛随に跡を譲り、那賀郡富岡村の父の私塾を手伝った。
儒家としての名声が高まると、文政12年（1829年）賀島氏の侍講に採用された。柴野碧海門下として、天保8年（1837年）刊『枕上初集』の校字に携わっている。天保13年（1842年）大小姓格に進んだ。天保14年（1843年）9月新藩主蜂須賀斉裕の就任に際し、賀島氏に従って江戸に出、古賀侗庵・佐藤一斎・野田笛浦・菊池五山・梁川星巌・大沼枕山・小野湖山・梅痴等と交わった。
嘉永5年（1852年）9月海防論にまつわる言論で罪を被り、投獄された。嘉永6年（1853年）1月富岡村郷校暇修堂に学舎が新築され、講師として迎えられた。後に高取格に進んだ。
文久3年（1863年）8月4日死去し、勢見山観音寺の代々の墓に葬られた。

## 著書
- 『白鹿洞掲示図解』 - 嘉永6年（1853年）刊行。白鹿洞掲示の図解。
- 『贅庵遺稿』 - 昭和9年（1934年）11月子孫岩本正義・猪口莘里・古出尺堂により刊行された[1]。

## 詩
```
富士山（薩埵坂望獄）
神秀鍾来在日東 神秀鍾（あつ）まり来たりて日東に在り
芙蓉濯出海天中 芙蓉濯（あら）はれ出づ海天の中
温無圭角高如庳 温にして圭角無く高けれども庳（ひく）きが如し
山亦吾邦君子風 山も亦吾が邦君子の風
```

天保14年（1843年）東行中薩埵峠から富士山を望んだ時の詩。

## 人物
漢詩は七言の近体詩を得意とし、杜甫・陸游を理想とした。贅庵の号は20代の仕官時代から名乗ったものだが、荘子の無用の用思想に基づき、贅（こぶ）が身体に益も害もないように、自分も人の世に無益無害に存在するのだという人生観が込められている。
甘党で、秋田町福島屋の菓子を好物とした。犬を飼い、三公と名付けていた。

## 門弟
- 新居水竹[1]
- 那波蜆北[1]
- 有井進斎[1]
- 岡本監輔[1]
- 伊藤聴秋[1]
- 三宅舞村[1]
- 前川秋香[1]

## 親族
- 父：岩本景寛[1]
- 母 – 前川の市川久次郎の娘[2]。天保7年（1836年）秋没[1]。
  - 弟：市川一策[2] – 学問を好み、上方に遊学したが、帰郷後間もなく病没した[1]。
  - 妹 – 斎藤吉三郎に嫁いだ[2]。
  - 弟：岩本寛随 – 文政2年（1819年）家督を継いだ[1]。子孫は富岡に住んだが、絶家となった[2]。
  - 弟：味方五兵衛 – 子孫は福島で機業を営んだ[2]。
- 妻：琴子 – 黒津地村の廻船問屋板東六蔵の娘[2]。明治6年（1873年）10月8日79歳で没[1]。
  - 長男：岩本文太郎 – 号は眉山[1]。元治元年（1864年）12月17日没[1]。
  - 次男：岩本武次郎 – 天保7年（1836年）11月生後2ヶ月で没[1]。
  - 長女 – 大島家に嫁いだ[1]。
  - 次女 – 庄野家に嫁いだ[1]。
  - 三女 – 鈴江豊太郎に嫁いだ[3]。

女子には松竹梅の名を付けた。

## 子孫
1. 岩本文太郎
2. 岩本武平 – 加本林右衛門三男[1]。
3. 岩本復三[1]
4. 岩本正義 - 号は東野[1]。徳島農業学校教諭[1]。昭和15年（1940年）9月中支で戦死[1]。陸軍中尉[1]。
5. 岩本誠之 – 正義長男[2]。